# توحیدلو (خدابنده)
توحیدلو (خدابنده)، روستایی از توابع بخش افشار شهرستان خدابنده در استان زنجان ایران است.

## جمعیت
این روستا در دهستان قشلاقات افشار قرار دارد و براساس سرشماری مرکز آمار ایران در سال ۱۳۸۵، جمعیت آن ۱۶۰ نفر (۴۳خانوار) بوده‌است.